# Gunforce
Gunforce: Battle Fire Engulfed Terror Island (ガンフォース Ganfosu?) är ett sidscrollande action, shoot 'em up-spel producerat av Irem till arkadmaskinerna 1991. Spelet porterades sedan av Bits Studios och utgavs av Irem till SNES i Japan 1992.

## Handling
Huvudpersonen har hoppat fallskärm ut från ett bombflygplan och landat på fiendemark, för att stoppa de som hotar miljön.

### Fotnoter
1. ↑  ”Gunforce” (på engelska). Mobygames. 12 mars 1991. Arkiverad från originalet den 13 maj 2015. https://web.archive.org/web/20150513230914/http://www.mobygames.com/game/arcade/gunforce. Läst 30 april 2015.